# Rio Cormoş
O Rio Cormoş é um rio da Romênia, afluente do Rio Olt, localizado no distrito de Harghita,

Covasna.